# Ewangelos Zapas

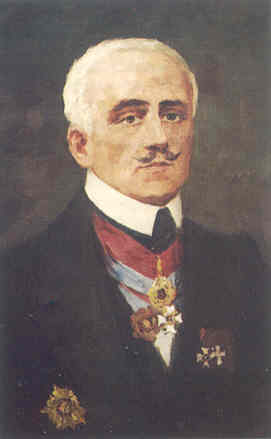
Ewangelos Zapas

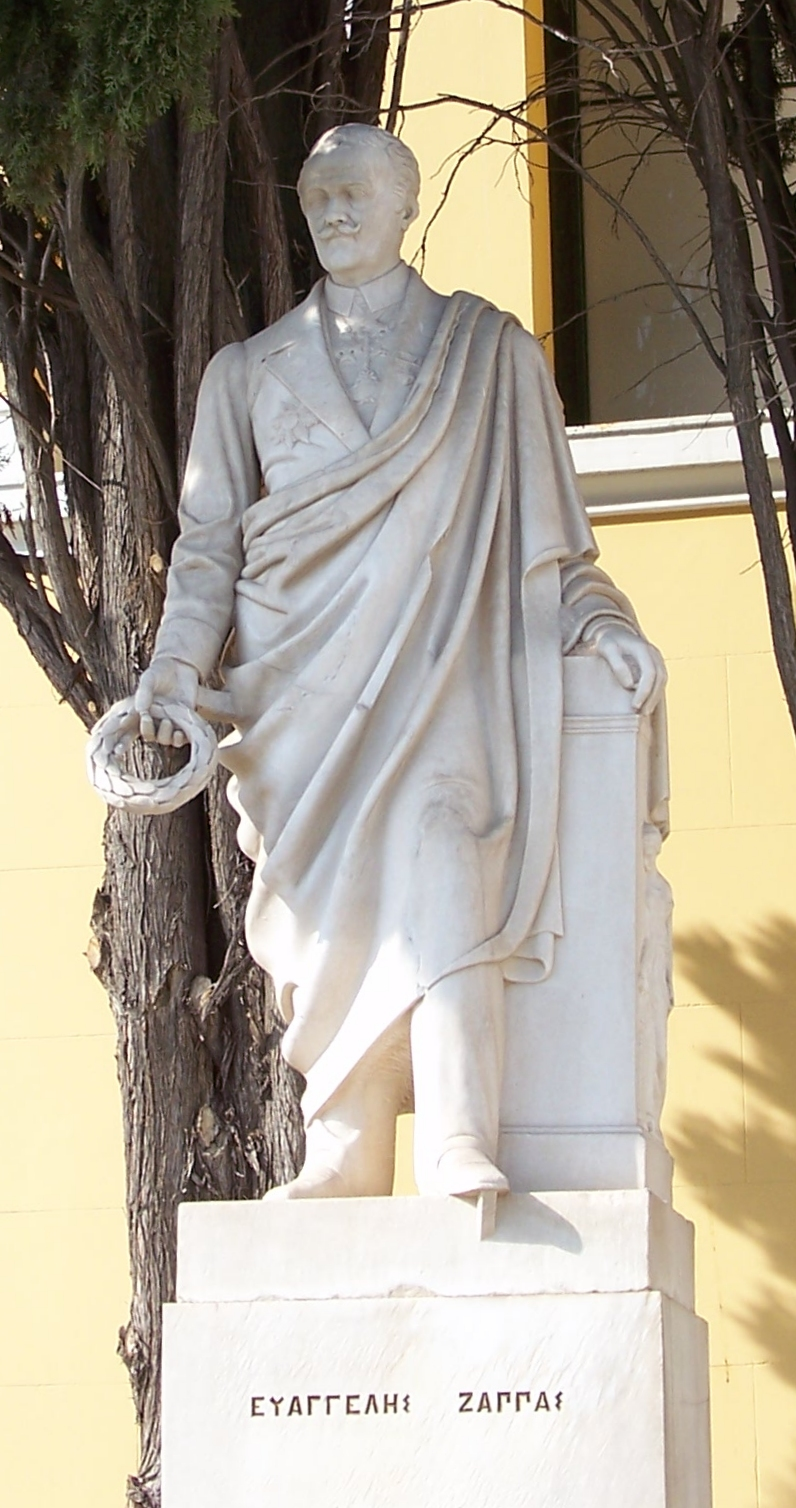
Posąg Zapasa w Atenach

Ewangelos Zapas (grc. Ευάγγελος Ζάππας, ur. 1800 w Labova e Madhe, dziś Albania, zm. 19 czerwca 1865 w Broşteni, dziś Rumunia) – grecki przedsiębiorca, krajowy dobroczyńca i mecenas. Podczas rewolucji greckiej uczestniczył w kilku bitwach, i awansował do stopnia majora. Po odzyskaniu niepodległości przez Grecję, osiadł na Wołoszczyźnie, gdzie zgromadził majątek i stał się jednym z najbogatszych ludzi w Europie Wschodniej. W latach 1859, 1870, 1875, 1888-1889 sfinansował realizację zawodów będących prekursorem nowoczesnej międzynarodowej olimpiady. Z jego finansowego wsparcia zostało wybudowanych wiele placówek oświatowych w tym szkół, hal sportowych i wystawienniczych.
Wraz z kuzynem Konstandinosem Zapasem wybudowali w Atenach tzw. Zappeion, który został oficjalnie otwarty 28 października 1888. po śmierci w 1865 roku Zapas pozostawił testament, w którym zapisał cały swój majątek na rzecz Komitetu Olimpijskiego (inaczej Komisja Zapasa), które organizowały różne zawody sportowe oraz finansowały budowę obiektów sportowych, kulturalnych. Najważniejszym celem jednak była idea przywrócenia igrzysk olimpijskich.